# Muang Ngoy
Muang Ngoy är ett distrikt i Laos.   Det ligger i provinsen Louang Prabang, i den nordvästra delen av landet, 300 km norr om huvudstaden Vientiane.